# Emerald Airways
Emerald Airways era uma companhia aérea com sede em Liverpool, Reino Unido. Ela operou serviços de frete contratados em todo o Reino Unido e na Europa para empresas postais, jornalísticas e de frete e serviços de passageiros para a Irlanda sob a marca FlyJem.

## História
A companhia aérea foi criada e iniciou suas operações em 1987. Foi formada por Andy Janes e sua esposa Hilary como Janes Aviation no aeroporto de Southend-on-Sea. A empresa foi renomeada para Emerald Airways em 1992, em reconhecimento à grande quantidade de negócios no Mar da Irlanda, e estabeleceu sua base em Liverpool. Em outubro de 2002, a Emerald comprou a Streamline Aviation, sediada em Exeter. A companhia aérea era propriedade integral de AS Janes e HJ Janes.
Em junho de 2005, a EuroManx comprou com sucesso o serviço de passageiros da Emerald Airways, que operava serviços de baixo custo do Aeroporto John Lennon de Liverpool para a Ilha de Man, usando BAe ATPs. Após a aquisição, esses serviços passaram a ser operados sob o nome e sistema de reservas EuroManx, mas muitas vezes a tripulação de cabine empregada e os aviões usados eram da Emerald Airways.
Após a suspensão do AOC da Emerald e a empresa posteriormente chamando os administradores, um dos ATPs foi apreendido pelo governo da Ilha de Man no Aeroporto de Ronaldsway.
A nova companhia aérea irlandesa Emerald Airlines, fundada em novembro de 2020, não tem relação com a Emerald Airways.

### Suspensão do AOC
Em 4 de maio de 2006 às 20:00, o Certificado de Operador Aéreo da companhia aérea foi suspenso pela CAA na sequência de questões de segurança, a última das quais foi um incidente com o HS748 nas Ilhas do Canal. A CAA especificou que, caso seus requisitos fossem atendidos, o AOC da companhia aérea seria restabelecido. Em 11 de maio de 2006, os administradores foram nomeados. Como resultado do encalhe da frota, a empresa não conseguiu gerar dinheiro para gerir o negócio. O AOC foi revogado a pedido da Emerald Airways em 7 de agosto de 2006.

## Frota

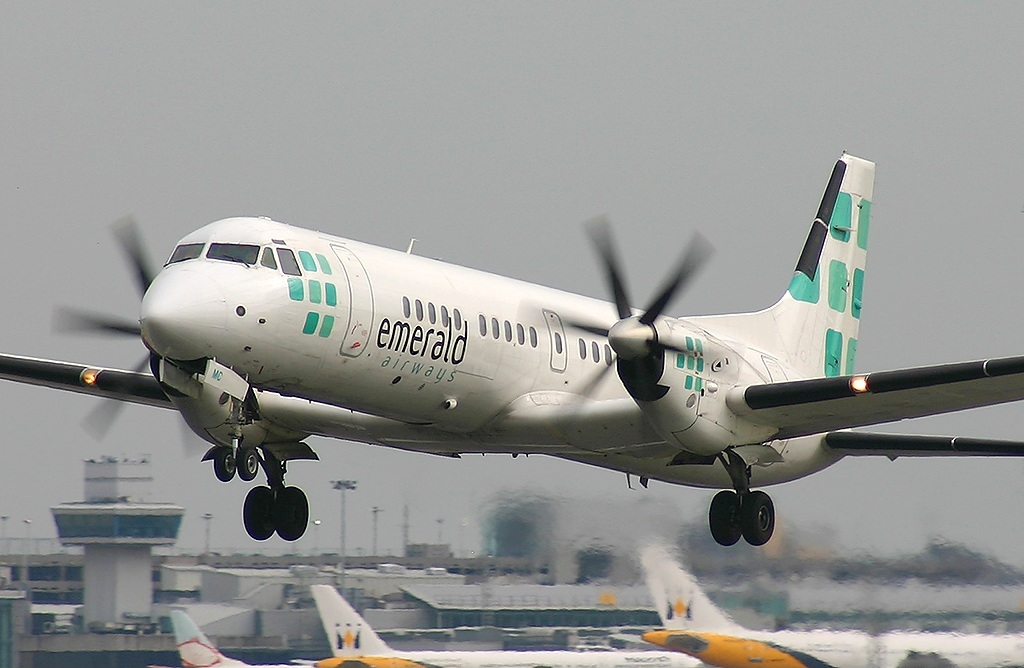
Um British Aerospace ATP da Emerald Airways

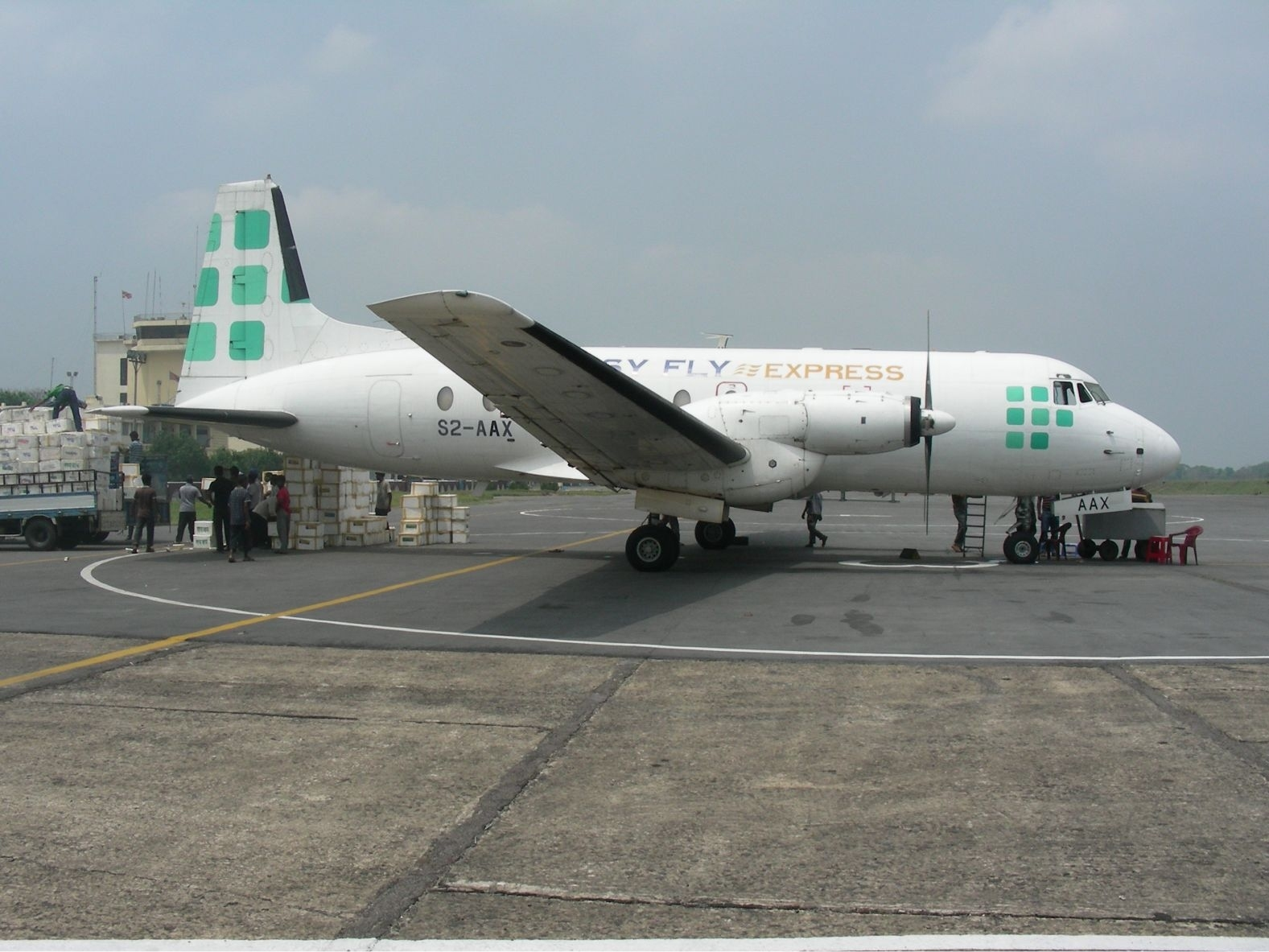
Um Hawker Siddeley HS 748 da Easy Fly Express nas cores da Emerald Airways

A frota da Emerald Airways incluía as seguintes aeronaves (Agosto de 2006):[carece de fontes?]
| Aeronaves              | Total | Notas |
| ---------------------- | ----- | ----- |
| Hawker Siddeley HS 748 | 15    |       |
| Shorts 360             | 10    |       |
| British Aerospace ATP  | 5     |       |
| Short 330              | 1     |       |
| Total                  | 31    |       |